# Юревич, Вадим Александрович
Вадим Александрович Юревич (15 [27] октября 1872, Осиповичи, Минская губерния — 26 февраля 1963, Нью-Йорк) — русский врач, доктор медицины (1899), профессор Военно-медицинской академии (заведовал кафедрой заразных болезней и одним из отделений госпиталя), бактериолог, Петроградский общественный градоначальник (март—май 1917).

## Биография
Учился в варшавской гимназии. После одного курса на физико-математическом факультете Санкт-Петербургского университета перевелся в Военно-медицинскую академию. Окончил академию с отличием и был оставлен при кафедре для научной работы. Три года состоял ординатором клиники заразных болезней, возглавляемой профессором Н. Я. Чистовичем.
В 1902 году был избран действительным членом Общества русских врачей в Петербурге. Защитил диссертацию «О наследственной и внутриутробной передаче агглютинационной способности и о выработке плодами агглютининов» на степень доктора медицины.
С 1911 года — экстраординарный профессор ВМА, с 1915 года — ординарный профессор. Заведовал кафедрой заразных болезней и одним из отделений госпиталя академии.
Проводил исследования в области промывания крови, был пионером плазмафереза.

### Война и революция
В годы Первой мировой войны Юревич находился в распоряжении Верховного начальника санитарной и эвакуационной части, обеспечивал карантинные мероприятия в отношении военнопленных на Кавказе, в 1916 году выезжал в Бухару для борьбы с эпидемией сыпного тифа.
Придерживался левых политических взглядов. Участник Февральской революции 1917 года. По словам студента 4 курса ВМА В. К. Бойко, профессор Юревич, «как социалист-революционер, в первый же день революции пошел в Таврический дворец и предложил свои услуги Керенскому». Занимался тушением пожара здания суда (Судебных установлений). По воспоминаниям Н. Н. Суханова, Юревич говорил П. Н. Милюкову:

С другой стороны. Таврический дворец как центр революции нуждается в надежной охране и сплочении вокруг себя солдатской массы; соответствующие отряды могут и должны быть образованы именно из таких солдат, тяготеющих к Государственной думе, как к центру духовного сплочения, физического прибежища и безопасности.— цит. по: Суханов Н. Н. Революции день первый. 27 февраля.
Входил в Военную комиссию Государственной Думы, руководившую восстанием.
По предложению Юревича из числа студентов и курсисток, находившихся в здании Государственной думы, были созданы «летучие» санитарные отряды.
В 8 часов утра 28 февраля член ВК ВКГД В. А. Юревич подписал приказ на имя командира Запасного батальона лейб-гвардии Семеновского полка П. И. Назимова 2-го «занять Царскосельский вокзал».
1 марта Временный комитет Государственной думы назначил Юревича Петроградским «общественным градоначальником». Однако долго на этой должности он не удержался — пост градоначальника был упразднён 21 мая 1917 года. В своём первом объявлении к гражданам указал, что в городе учреждаются «районные гражданские комитеты с комиссарами для охраны порядка и продовольствия». 13 марта он был назначен также и начальником Петроградской городской милиции.
Конференция Военно-медицинской академии избрала Юревича исполняющим обязанности начальника Академии.
В июне 1917 стал исполняющим обязанности начальника Главного военно-санитарного управления русской армии вместо Н. Н. Бурденко. Занимал эту должность до падения Временного правительства.
Во время Гражданской войны состоял в Добровольческой армии лечащим врачом.

### В эмиграции
В 1920 году эмигрировал в Константинополь; в том же году женился на Валентине Ильиничне Ходяковой. В октябре 1921 года возглавлял Русскую академическую группу в Константинополе, от имени которой выступил на 1-м съезде Русских академических организаций в Праге.
В 1922 году переехал в Прагу. Занимался научной деятельностью, опубликовал несколько работ.
Уехал во Францию. С 1925 работал в Пастеровском институте в Париже. С 1930 года по контракту с институтом Пастера работал во французском Индокитае, занимаясь борьбой с тяжёлыми инфекциями и организацией медицинской службы.
В 1934 году возвратился в Париж, работал в лаборатории «Биотерапия». В 1946 году выступил на заседании Общества русских химиков, посвящённом памяти С. И. Метальникова.
После окончания войны в 1946 году уехал в США, где жил его брат Всеволод. Жил в Нью-Йорке. Был почётным председателем Общества врачей имени Н. И. Пирогова.
Похоронен на русском православном кладбище в Джексоне, Нью-Джерси.

## Награды
- Орден Святой Анны 2-й степени,
- Орден Святой Анны 3-й степени,
- Орден Святого Станислава 2-й степени,
- Бухарский орден золотой звезды.

## Сочинения
- О наследственной и внутриутробной передаче агглютинационной способности и об участии плода в выработке агглютининов при инфекции матери : Диссертация на степень доктора медицины В. А. Юревича. Санкт-Петербург : тип. Спб. общ. печ. дела в России «Слово», 1902.
- Нагноение и гноеродные микробы. Киев : тип. АО «Петр Барский», [1912]
- Синегнойная палочка : Bacillus pyocyaneus. [Киев] : тип. АО «Петр Барский в Киеве», [1913]